# Chikal
Chikal (auch: Chical, Chigall) ist der Hauptort der Landgemeinde Kourfeye Centre in Niger.

## Geographie
Der Ort liegt auf einer Höhe von 227 m zwischen der Ebene des Trockentals Dallol Bosso im Westen und sich östlich davon erstreckenden lehmigen Pedimenten. Er wird zur Sahelzone gerechnet. Chikal befindet sich etwa 150 Kilometer nordöstlich von Niamey, der Hauptstadt Nigers. Zu den Siedlungen in der näheren Umgebung von Chikal zählen Takawat I und Takawat II im Nordwesten, Bakin Toullou im Norden, Injer im Südosten, Itchiguine und Louma im Südwesten sowie Gao Sabon Gari und Gao Tsohon Gari im Westen.
Chikal ist der Hauptort der Landgemeinde Kourfeye Centre, die zum Departement Filingué in der Region Tillabéri gehört. Der Ort besteht aus sechs Einzelsiedlungen:
- Chikal Chanyassou (auch: Chical Changnassou, Chical Chanyassou, Chikal Chinyasou) – Lage
- Chikal Dourgouna (auch: Chikal Dargouna, Chikal Dirgouma) – Lage
- Chikal Illéla (auch: Chical Illéla, Chikal Iléla, Illéla) – Lage
- Chikal Koré (auch: Chical Koré, Chikal Coré, Chikal Kwaré) – Lage
- Chikal Lokoko (auch: Chical Lokoko, Lokoko) – Lage
- Chikal Soloa (auch: Chical Soloa, Soloa, Soloua) – Lage[4]

## Geschichte

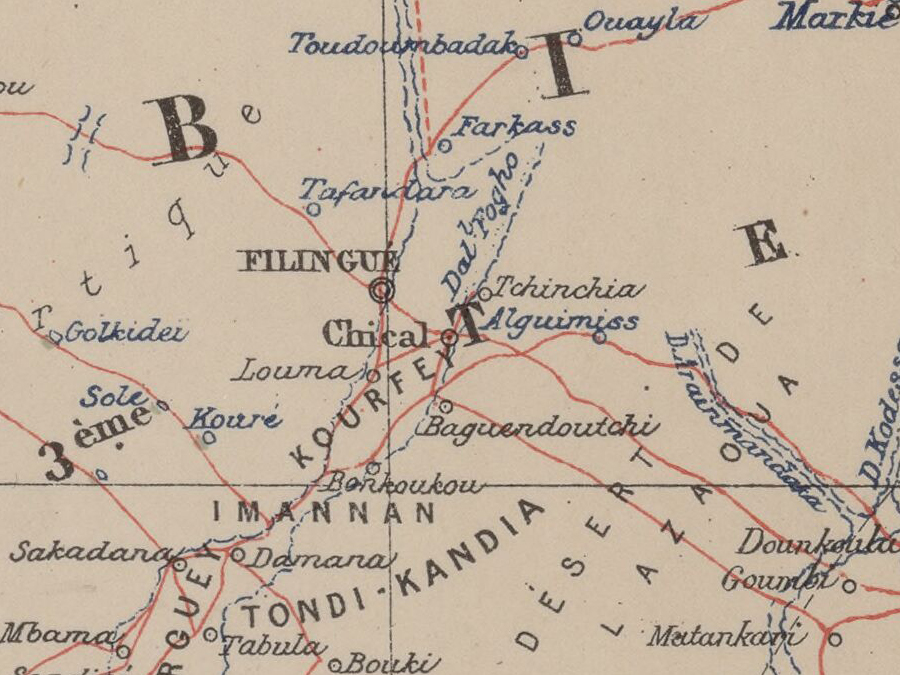
Ausschnitt einer Karte von 1903 mit Chikal (Chical) im Zentrum

Chikal wurde Anfang des 19. Jahrhunderts gegründet. Die Siedlung entwickelte sich ab 1860 zu einem regional bedeutenden Handelsort und zum wichtigsten Zentrum des Besessenheitskults Bori. Der französische Hauptmann Gouraud erreichte 1898 als erster Europäer den Ort. Dies markierte den Beginn der französischen Kolonialherrschaft. Die 364 Kilometer lange Piste für Reiter zwischen Dogondoutchi und Niamey, die durch Chikal führte, galt in den 1920er Jahren als einer der Hauptverkehrswege in der damaligen Kolonie.
Chibo, eine aus Chikal stammende junge Frau, gründete hier 1925 die religiöse Bewegung Hauka, die sich bis 1932 bis nach Ader, Aréoua und weitere Gebiete im Westen Nigers verbreitete. Die französischen Kolonialherren sahen in der Bewegung eine Bedrohung ihrer Autorität und versuchten sie zu unterdrücken, indem sie Chibo und ihre Priester aus Chikal zunächst nach Filingué, dann nach Niamey brachten, wo Chibo 1947 starb. Der Hauka-Kult erreichte indes auch nigrische Migrantengemeinschaften außerhalb der Kolonie. In Ghana wurde der Kult 1956 im Film Les Maîtres fous von Jean Rouch dokumentiert.
Von 1998 bis 2003 wurden auf einer Fläche von einem Hektar Gummiarabikumbäume (Acacia senegal) gepflanzt. Der staatliche Stromversorger NIGELEC elektrifizierte den Ort im Jahr 2013.

## Bevölkerung
Bei der Volkszählung 2012 hatte Chikal 4917 Einwohner, die in 688 Haushalten lebten. Bei der Volkszählung 2001 betrug die Einwohnerzahl 4317 in 572 Haushalten und bei der Volkszählung 1988 belief sich die Einwohnerzahl auf 4963 in 739 Haushalten.
|                   | Volkszählung 2012 | Volkszählung 2012 | Volkszählung 2001 | Volkszählung 2001 | Volkszählung 1988 | Volkszählung 1988 |
| ----------------- | ----------------- | ----------------- | ----------------- | ----------------- | ----------------- | ----------------- |
| Einwohner         | Haushalte         | Einwohner         | Haushalte         | Einwohner         | Haushalte         |                   |
| Chikal Chanyassou | 2391              | 358               | 2292              | 303               | 2759              | 414               |
| Chikal Dourgouna  | 286               | 47                | 352               | 47                | 520               | 75                |
| Chikal Illéla     | 477               | 57                | 321               | 43                | 219               | 38                |
| Chikal Koré       | 955               | 112               | 560               | 74                | 710               | 102               |
| Chikal Lokoko     | 643               | 93                | 536               | 71                | 636               | 92                |
| Chikal Soloa      | 165               | 21                | 256               | 34                | 119               | 18                |
| GESAMT            | 4917              | 688               | 4317              | 572               | 4963              | 739               |

## Wirtschaft und Infrastruktur
Im Ort wird ein Wochenmarkt abgehalten. Der Markttag ist Mittwoch. Mit einem Centre de Santé Intégré (CSI) ist ein Gesundheitszentrum vorhanden. Der CEG Chikal ist eine Schule der Sekundarstufe des Typs Collège d’Enseignement Général. Beim Centre de Formation aux Métiers de Chikal (CFM Chikal) handelt es sich um ein Berufsausbildungszentrum. Die agrarmeteorologische Messstation von Chikal liegt auf 300 m Höhe.
Durch Chikal verläuft die 62,3 Kilometer lange Landstraße RR6-004 zwischen Bonkoukou und Filingué. Im Ortsteil Chikal Chanyassou zweigt die 94 Kilometer lange Route 346 nach Kiada Kori Goumandey ab, eine einfache Piste.